# Anne Lass
Anne Lass (geboren 1978 in, Schleswig, Schleswig Holstein) ist eine dänisch-deutsche bildende Künstlerin, die mit Fotografie arbeitet.

## Leben
Lass begann im Jahr 2000 ein Studium des Kommunikationsdesign an der Universität-Gesamthochschule Essen bzw. Universität Duisburg-Essen und erwarb 2007 dort ihren Abschluss. Unter anderem belegte sie das Fach Dokumentarfotografie bei Jörg Sasse. 2003 absolvierte sie ein Auslandssemester an der Moholy-Nagy Universität für Kunst und Design in Budapest.
Sie wohnte jeweils länger in Deutschland, den Vereinigten Staaten, Ungarn und Dänemark. Seit 2014 lebt und arbeitet sie auf Bornholm und hat enge Beziehungen zu Berlin und Kopenhagen.

## Werk
Anne Lass arbeitet dokumentarisch, bezieht in ihre fotografischen Serien jedoch auch konzeptuelle Elemente ein. Eine Konstante im Werk von Anne Lass ist die Abbildung von Menschen. Ihre Arbeiten kombinieren oft Portraits mit urbanen Aufnahmen oder Stillleben. In ihrer Anfangsphase wurde die Künstlerin von amerikanischen Fotokünstlern wie Joel Sternfeld oder Jeff Wall geprägt.
Eine ihrer frühen Arbeiten, „Wandeln“, versucht sich an einer Darstellung der aktuellen Zeit. Sie bringt Einzelbilder zusammen, die unter anderem in Australien, Deutschland, und der USA aufgenommen wurden. Die Arbeit wurde unter dem Titel „In unserer Zeit“ 2009 im Rahmen der „Talents“ Reihe zwei Monate im C/O Berlin ausgestellt. Dazu entstand ein Katalog in Zusammenarbeit mit Katja Melzer.
Bei aktuellen Projekten arbeitet Lass oft ortsspezifisch; „Low Season“ (2023) beschäftigt sich mit der Insel Bornholm in der Nebensaison. Die Reihe fängt eine melancholische Stimmung ein und behandelt die innere Verbindung von Menschen mit ihrer Umgebung. Ähnlich verhält es sich bei „Triple Seven“, einer Arbeit, die den Raum Berliner Spielhallen untersucht und die Menschen, die dort arbeiten, abbildet. Die Serie wurde 2024 im Fotografiska Berlin ausgestellt. Für Lass hat das Fotobuch eine besondere Bedeutung, jede ihrer Arbeiten erscheint auch in Buchform.
Ihre Arbeiten befinden sich in den Sammlungen des C/O Berlin, Danish Arts Foundation, Centrum Beeldende Kunst und Museum of Avantgarde.

## Einzelausstellungen (Auswahl)
- 2009: „Wandeln“, Stadtmuseum Schleswig, Germany[7]
- 2009: „In unserer Zeit“, C/O Berlin, Germany[3]
- 2010: „In Our Time“, Goethe Institut, Washington, USA[8]
- 2010: „Wandeln“, Kunstmuseet Brundlund Slot, Aabenraa, Denmark[9]
- 2010: „Wandeln 07-10“, Centre Bagatelle, Berlin, Germany[9]
- 2013: „Wonderland“ SDK Kunstforening Flensburg, Germany[9]
- 2024: „Triple Seven“ Fotografiska Berlin, Germany[10]

## Gruppenausstellungen (Auswahl)
- 2007: „Geography of Nowhere“, Voies Off, Arles, Frankreich[9]
- 2009: „Narrating a place“, Museum Fotografia Contemporanea, Mailand, Italien[9]
- 2010: „Über Tage“, Kunstmuseum Mülheim[9]
- 2010: „C/O Talents“, Deutsche Börse Group, Frankfurt[11]
- 2010: „Hijacked“, Australian Centre for Photography, Sydney, Australien[11]
- 2012: „Looking at the Land“, Museum of Art - RISD, Providence, USA[9]
- 2012: „Eyes on the City“, GrazMuseum, Graz, Österreich[11]
- 2014: „Berlin Art Prize“, Berlin[9]
- 2021: „Helsinki Photo Festival“, Nordic Village, Helsinki, Finnland[9]
- 2023: „Mensch und Landschaft“, Alfred Erhardt Stiftung, Berlin[11]

## Publikationen (Auswahl)
- Wandeln, Text von Dr. Dörthe Beier and Lars Schwander, Photographia Borealis, Schleswig, 2009
- In unserer Zeit, Text von Katja Melzer, C/O Berlin, Berlin, 2009 ISBN 978-3-422-06932-9
- Hijacked, Publikation mit verschiedenen Künstlern, Kehrer Verlag: Heidelberg, 2010 ISBN 978-3-86828-126-2
- Low Season, Text von Dennis Gade Kofod, Another Place Press, Jamestown (Schottische Highlands), 2022 ISBN 978-1-8383119-7-1
- Triple Seven, Text von Nela Eggenberger, Design von Louis Montes, Disko Bay, Kopenhagen, 2023 ISBN 978-87-97-3526-6-3

## Stipendien und Preise (Auswahl)
- 2008: Canon Profifoto Förderpreis[9]
- 2009: Talents 09/10, C/O Berlin[3]
- 2009 & 2010: Danish Arts Foundation / Arts Agency, Arbeitsstipendium[9]
- 2024: Best bookwork of the year, Foreningen for Boghaandværk, Dänemark[9]